# Trevathana niuea
Trevathana niuea is een zeepokkensoort uit de familie van de Pyrgomatidae. De wetenschappelijke naam van de soort is voor het eerst geldig gepubliceerd in 2004 door Achituv.